# Jacob Propst
Jacob Propst (Ypern, 1486 — Bremen, 30 de junho de 1562) foi teólogo, pregador e superintendente alemão. Foi amigo de Martinho Lutero, monge agostiniano, prior em Antuérpia e combateu as indulgências. Foi preso e interrogado pela Inquisição sendo forçado a revogação pública em 9 de Fevereiro de 1522. Para escapar da morte, fugiu para Wittenberg. Também é referido como Jakob Propst, Jacobus Probst.

## Publicações
- Eine schöne und klägliche Historie an gemeine fromme Christenheit von beiden Gefängnissen. Colmar 1524.
- Theologia Patrum Vindicata
- Bonae litterae et Lutherus": Texte und Untersuchungen zu den Anfängen der Theologie des Bremer Reformators Jakob Propst
- Historiam utriusque captivitatis propter verbum Dei, 1522
- Fratris Jacobi Praepositi Augustiniani quondam Prioris Antwerpiensis Historia utriusque captivitatis propter verbum Dei Eiusdem etiam Epistola ad Auditores suos Antwerpienses, 1522
- Ein erschreckliche geschicht wie etliche Ditmarschen den Christlichen prediger Heinrich von Zutfeld newlich so jemerlich vmb gebracht haben: in einem sendtbrieff Doctor Martino Luter zugeschrieben, 1525
- Sonntagshuhe und Sonntagsferiheit:...
- D. Martini Lvtheri Commentarivs In S. Ioannis, Evangelistae Et Apostoli, Epistolam Catholicam, 1708
- Revocationes duorum Lutheraniorum: anathematizatio et revocatio fratris Jacobi Prepositi ... : errores revocati per dominum Hermannum Gerardi in civitate Trajectensi : ad lectorem hunc non contracta perlustrans fronte libellum quid faciat discors mens sibi, rite legat, 1522
- Jacobs Brobsts Widerrufung seiner Artikel zu Brüssel anno 1522 (Revogação dos artigos de Jacob Propst em Bruxelas no ano de 1522)
- Ain erschrockliche geschicht wie etliche Ditmarschen den || Christlichen prediger Haynrich von Zutfeld new=||lich so jemerlich vmb gebracht haben/ in einem || Sendbrieff Doctor Martino Lu=||ther zůgeschriben im jar:|| M D XXV:||, 1525